# Tokkuri

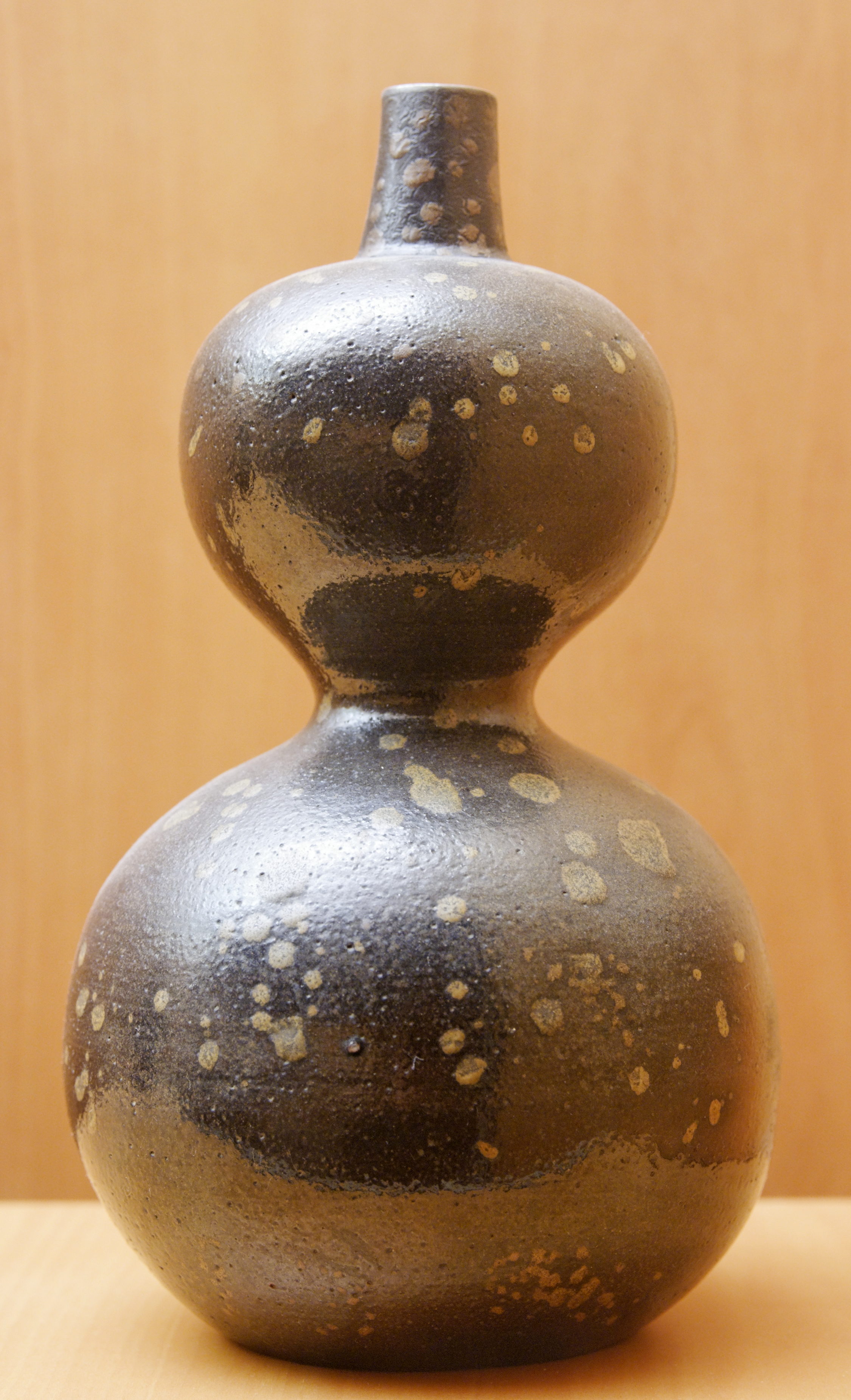
Tokkuri hisago.

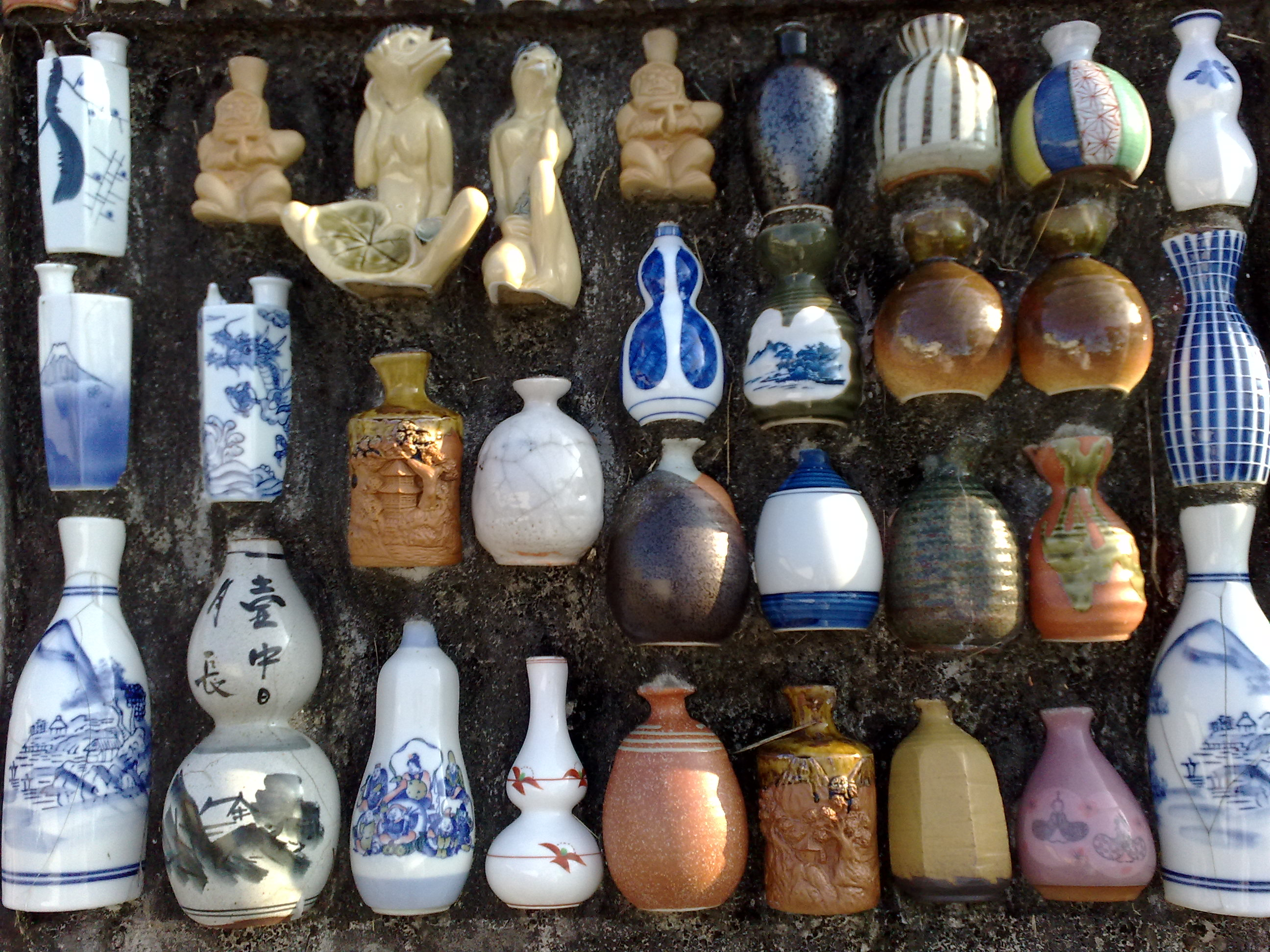
Variété de tokkuri.

Un tokkuri (徳利) est une bouteille en céramique (ou en porcelaine, verre ou bambou) destinée au service du saké, la bière traditionnelle japonaise.
D'une contenance moyenne de 360 ml, il sert d'abord à réchauffer le saké au bain marie (ou au micro-onde désormais) à 50° maximum.
Il existe également des récipients en métal ou avec anse, spécifiques au réchauffage et au service cérémoniel du saké : chirori (銚釐), tampo (湯婆), chōshi (銚), hisage, etc.
La forme du tokkuri est généralement celle d'un bulbe avec un col resserré afin d'éviter la déperdition de chaleur. Il existe toutefois bien des variétés régionales (Bizen, Iga, Shigaraki, Imari et Mino) très différentes allant jusqu'au simple bol verseur :
- dachibin
- henko
- hisago
- kabura
- kakubin
- kamo
- katakuchi
- karakara (ou yukanbin)
- katatsuki
- kinchaku
- kutsugata
- mentori
- rakyou
- rosoku
- tawara
- uri (ankoda)
- ysurukubi

Le saké est ensuite versé dans de petites coupes en céramique appelées choko (猪口, ou o-choko), guinomi ou sakazuki. On utilise aussi des masu en bois.